# Accidentul aviatic de la Haragîș, 2016
Accidentul aviatic de la Haragîș a avut loc la data de 2 iunie 2016 când un elicopter românesc din serviciul de urgență SMURD, aflat în misiune în Republica Moldova la solicitarea autorității de resort de acolo, s-a prăbușit lângă satul Haragîș, raionul Cantemir.
Elicopterul salvase deja o persoană din Republica Moldova, se realimentase în Chișinău și se afla în momentul producerii accidentului în drum spre un al doilea bolnav din Republica Moldova. În accident și-au pierdut viața toți cei 4 membri ai echipajului: pilotul, copilotul, medicul și un asistent medical.
Cei patru membri ai echipajului au fost decorați post-mortem de președintele României Klaus Iohannis și cel al Republicii Moldova Nicolae Timofti. În aprilie 2020, au fost declarați cetățeni de onoare ai municipiului Iași.